# Епидамн
Епидамн или Епидамнус е античен гръцки полис на Адриатическо море в околностите на Драч в днешна Албания.